# 金黄柴胡
金黄柴胡（学名：Bupleurum aureum）为伞形科柴胡属的植物。分布于俄罗斯、蒙古以及中国大陆的新疆等地，生长于海拔1,400米至1,900米的地区，常生长在有树林的草地、灌木林中、山坡林缘以及沿河岸边，目前尚未由人工引种栽培。